# Billund Kommune (1970-2006)
Billund Kommune i Ribe Amt blev dannet ved kommunalreformen i 1970. Ved strukturreformen i 2007 blev den ved sammenlægning med Grindsted Kommune og den del af Give Kommune, som Billund Lufthavn lå i, udvidet til den nuværende Billund Kommune, som har kommunesæde i Grindsted.

## Tidligere kommuner
Billund Kommune blev dannet ved sammenlægning af 2 sognekommuner:
| Kommune  | Folketal 1. januar 1970 | Byer     |
| -------- | ----------------------- | -------- |
| Grene    | 2.625                   | Billund  |
| Vorbasse | 1.964                   | Vorbasse |
| I alt    | 4.589                   |          |

Hertil kom det meste af et ejerlav og 2 andre matrikler fra Randbøl Sogn, der ellers kom til Egtved Kommune.

## Sogne
Billund Kommune bestod af følgende sogne, begge fra Slavs Herred:
- Grene Sogn
- Vorbasse Sogn – hvorfra Skjoldbjerg Sogn blev udskilt i 2010

## Borgmestre[3]
| Navn               | Parti      | Periode   |
| ------------------ | ---------- | --------- |
| Jens Bach Pedersen | Venstre    | 1970-1978 |
| Viggo Østergaard   | Lokalliste | 1978-1982 |
| Erik Tychsen       | Venstre    | 1982-2002 |
| Preben Jensen      | Venstre    | 2002-2006 |

## Rådhus
Billunds gamle rådhus blev sat til salg i 2011, og pengene skulle bruges til en tilbygning til rådhuset i Grindsted. Køberen blev LEGO, som rev rådhuset ned og i efteråret 2017 åbnede oplevelseshuset LEGO House, som er tegnet af Bjarke Ingels Group. Foruden de mange indendørs oplevelser er det muligt at gå over den gamle rådhusgrund ad trapper, terrasser og legepladser.